# Schwarzach 23 und die Hand des Todes
Schwarzach 23 und die Hand des Todes ist ein deutscher Fernsehkrimi von Matthias Tiefenbacher aus dem Jahr 2015. Es ist der erste Film der Reihe Schwarzach 23, in deren Mittelpunkt die Polizistenfamilie Germinger steht. Der Film wurde am 24. Oktober 2015 im ZDF erstausgestrahlt.

## Handlung
Familie Germinger ist eine Polizistenfamilie. Franz Germinger sen. ist angesehener Polizist im (Un)Ruhestand, der trotzdem immer wieder in aktuelle Ermittlungen eingreift. Sohn Franz jr. ist ein gewissenhafter Ermittler und steht ein wenig im Schatten seines Vaters. Er wird oft von Visionen übermannt, die er für die Lösung seiner Fälle nutzen kann. Tochter Anna ist ebenfalls Polizistin, nimmt es mit den offiziellen Regeln oft nicht ganz so ernst. Bei der Familie, die mit drei Generationen in einem Haushalt wohnt, verwischen dienstliche und private Angelegenheiten meistens. Die Familie legt äußerst unkonventionelle Verhaltensweisen und Umgangsformen an den Tag. Vater Franz geht ins Bordell und raucht hin und wieder mal einen Joint, seine Ehefrau Erika ist von ihm getrennt, hat ein Verhältnis mit Nachbar und Ermittler Karl Obermaier, von dem Franz sen. weiß.
Auf dem Schrottplatz wird ein Toter in einem zusammengepressten Auto entdeckt, es handelt sich um den erschossenen Schrottplatzbesitzer Anton. Kommissar Franz Germinger jr. und Karl Obermaier übernehmen den Fall. Franz’ Schwester Anna ist aus Hof zurückversetzt worden und leistet – wegen der Ausreizung von Regeln oft gegen Franz’ Willen – Unterstützung. Anton war ein Freund von Franz sen., sodass er die Finger nicht von dem Fall lassen kann, insbesondere da auch sein Freund Harry und dessen Neffe Nick darin verwickelt sind. Ein Kreditganove namens Herrmann Böhm hat es auf sie abgesehen, denn er möchte die 200.000 Euro zurück, die er Anton geliehen hat. Anton hatte sich hier in ein paar illegale Geschäfte verwickeln lassen, auch um seine an Krebs erkrankte Frau eine gute Behandlung zu finanzieren. Antons Frau überrascht eines Abends Böhm und Nick in ihrem Haus, die dort nach dem Geld suchen. Sie fesseln sie, werden bei ihrer Suche allerdings nicht fündig.
Anna kann über eine auf dem Schrottplatz gefundene Zigarette tschechischer Herkunft die Wohnung des Kredithais ausfindig machen, in der er zusammen mit seiner Mutter wohnt, welcher sich Anna als Herrmanns Halbbruder ausgibt. Frau Spatz ist jedoch nicht so naiv wie sie vorgibt, sie weiß von den Machenschaften ihres Sohns Bescheid. Als Anna die Wohnung verlässt, entdeckt sie Herrmann im Treppenhaus, welcher die Flucht ergreift. Sie verfolgt ihn und ist gezwungen auf ihn zu schießen, als er scheinbar eine Waffe zieht. Unausweichliche Disziplinarmaßnahmen drohen. Doch Germinger sen. kann mit Obermaiers Hilfe eine Waffe, die er in Herrmanns Auto gefunden hat, am Ort des Geschehens deponieren lassen – demnach hätte Anna in Notwehr gehandelt, sodass keine weiteren Konsequenzen folgen. Als Germinger sen. weiter auf eigene Faust ermittelt, wird er in Frau Spatz’ Wohnung beim Versuch, Harrys dort versteckten Neffen Nick zu befreien, von Herrmann überrascht und entführt. Franz jr. und Anna können ihren Vater jedoch gerade noch retten, als Herrmann ihn in die Luft sprengen will.
Es stellt sich letztlich heraus, dass nicht Herrmann Böhm Kreditnehmer Anton erschossen hat, sondern dass sein Freund Harry den Schuss abgab. Als Anton von Herrmann bedroht wurde, ging Harry dazwischen, nahm Böhm die Waffe ab und wollte auf ihn schießen. Der Schuss traf einen Pokal, von dem die Patrone abgelenkt wurde und Anton tödlich verletzte. Harry wird abgeführt – weil es für den Junior die Wahrheit ist, der Senior hätte es gern Herrmann Böhm in die Schuhe geschoben. Franz sen. findet in dem Pokal dann tatsächlich das versteckte Geld. Am Ende des Films feiern alle in Harrys griechischem Restaurant: die Germingers, Antons Frau und ihr Sohn, sowie Sohn Franz’ Begleitung Lilly – eine Prostituierte, die er bei einer Razzia in einem Luxusbordell in Gesellschaft seines Vaters kennengelernt hat. Harry muss für ein halbes Jahr in Gefängnis mit Freigang, Germinger sen. hat ihm gute Anwälte bezahlt.

## Produktion
Gedreht wurde der Film vom 21. Juli 2014 bis zum 22. August 2014 in München.

## Rezeption

### Kritiken
Das Lexikon des internationalen Films bezeichnet den Film als einen „[s]kurril-betuliche[n] (Fernseh-)Krimi, der dank der gut erdachten Familienturbulenzen solide unterhält.“
Rainer Tittelbach gibt dem Film bei tittelbach.tv 5 von 6 möglichen Sternen und bezeichnet den Film als „ein[en] intelligente[n] TV-Krimi – eine Genre-Mixtur, die gute Laune und Lust auf mehr macht.“ Er lobt die Besetzung und dass jeder Nebendarsteller seinen Moment hat. „Das Geheimnis von „Schwarzach 23 und die Hand des Todes“ hat gewiss einiges mit der bayerischen Mentalität zu tun, dem entsprechenden hinterfotzigen Humorverständnis, den dazu passenden Schauspielern und einer Erzähltonlage, die sich weniger an den ironisch gebrochenen Heimatkrimis der ARD orientiert, sondern sich einem schrägen Genre-Mix verschreibt.“

### Einschaltquoten
Bei seiner Erstausstrahlung im ZDF am 24. Oktober 2015 sahen 5,48 Millionen Zuschauer den Film. Dies entsprach einem Marktanteil von 17,9 %.